# Helen Wellton
Helen Christine Wellton (Helene i folkbokföringen), ursprungligen Steinkamp, född 19 februari 1961 i Österhaninge, är en svensk näringslivsperson och tidigare aktiv i datorföretaget Lap Power. Hennes mor var omgift med Ernst Wellton.

## Lap Power
Helen Wellton och hennes dåvarande man Claes Wellton-Persson byggde upp företaget Lap Power (1991) som var mycket framgångsrikt under ett antal år. Helen Wellton avbildades i annonser för företaget. Oftast höll hon i en laptop i annonserna. Lap Powers nya ägare försatte bolaget i konkurs år 2000.

## JämO mot Helen Wellton
JämO har, med anledning av företaget Lap Powers uppmärksammade reklam, vid två tillfällen anmält Wellton till Näringslivets etiska råd mot könsdiskriminerande reklam (ERK). Wellton friades första gången men fälldes den andra.
I februari 2004 deltog Helen Wellton i TV-programmet Debatt som diskuterade könsdiskriminerande reklam där hon riktade kritik mot ERK.

## Övrigt
Helen Wellton deltog i Melodifestivalen 1997 när hon körade bakom Nick Borgen som sjöng sången "World Wide Web".
Fotografen Ewa Rudling använde Helen Wellton som modell till ett antal konstnärligt arrangerade bilder när Wellton var mycket ung.
Omkring 2011 var Helen Wellton verksam som konstnär, och utförde bland annat muralmålningar i offentliga lokaler.[källa behövs]

## 13437 Wellton-Persson
Sedan Helen Wellton och Claes Wellton Persson sponsrat Uppsala-DLR Asteroid Survey är asteroiden 13437 Wellton-Persson uppkallad efter dem.